# Ironie romantique
L'ironie romantique est un concept théorisé en 1797 par Friedrich Schlegel dans la revue Lyceum der schönen Künste, en reprenant la conception dialectique de l'ironie socratique. Le propre de l'ironie socratique est de mettre en regard les discours, et de faire émerger chez le lecteur une réflexion active par la juxtaposition des opposés ; c'est la marche habituelle des dialogues de Platon. Il s'agit de laisser parler son contradicteur, de lui laisser libre champ d'exposer sa doctrine, d'en dévoiler le mécanisme, pour mieux trouver les moyens de la détruire : « La destruction qu'opère Socrate est une destruction, non de l'extérieur, mais de l'intérieur. Il n'oppose pas sa propre opinion à celle de son partenaire, ce qui amènerait probablement une dispute qui ne résoudrait rien. (...) [Elle] est une arme avec laquelle on parvient à détruire une position bâtie sur une fausse prétention. Par son exagération même, la prétention finit par éclater et ne peut plus tromper personne. » Dans cette acception, l'ironie est un procédé critique de distanciation : de l'opposition des images ou des concepts, elle tire une substance supérieure qui les dépasse.

Schlegel peint par Philipp Otto Runge à Dresde

L'ironie romantique, telle que définie par Schlegel, telle qu'appliquée par Tieck ou Hoffmann, visait fondamentalement à rompre toute structure figée de langage et à dégager des perspectives nouvelles à la pensée comme à l'imagination. Elle valut aux Romantiques de nombreuses critiques de la part des classiques ; parallèlement, elle constitua le cœur esthétique du mouvement, fournissant à ses chantres de « fructueuses trouvailles ».
Les Romantiques du Cercle d'Iéna - Solger, Tieck, Novalis, Schleiermacher particulièrement - reprendront à leur compte et développeront la théorie et l'usage de l'ironie romantique.

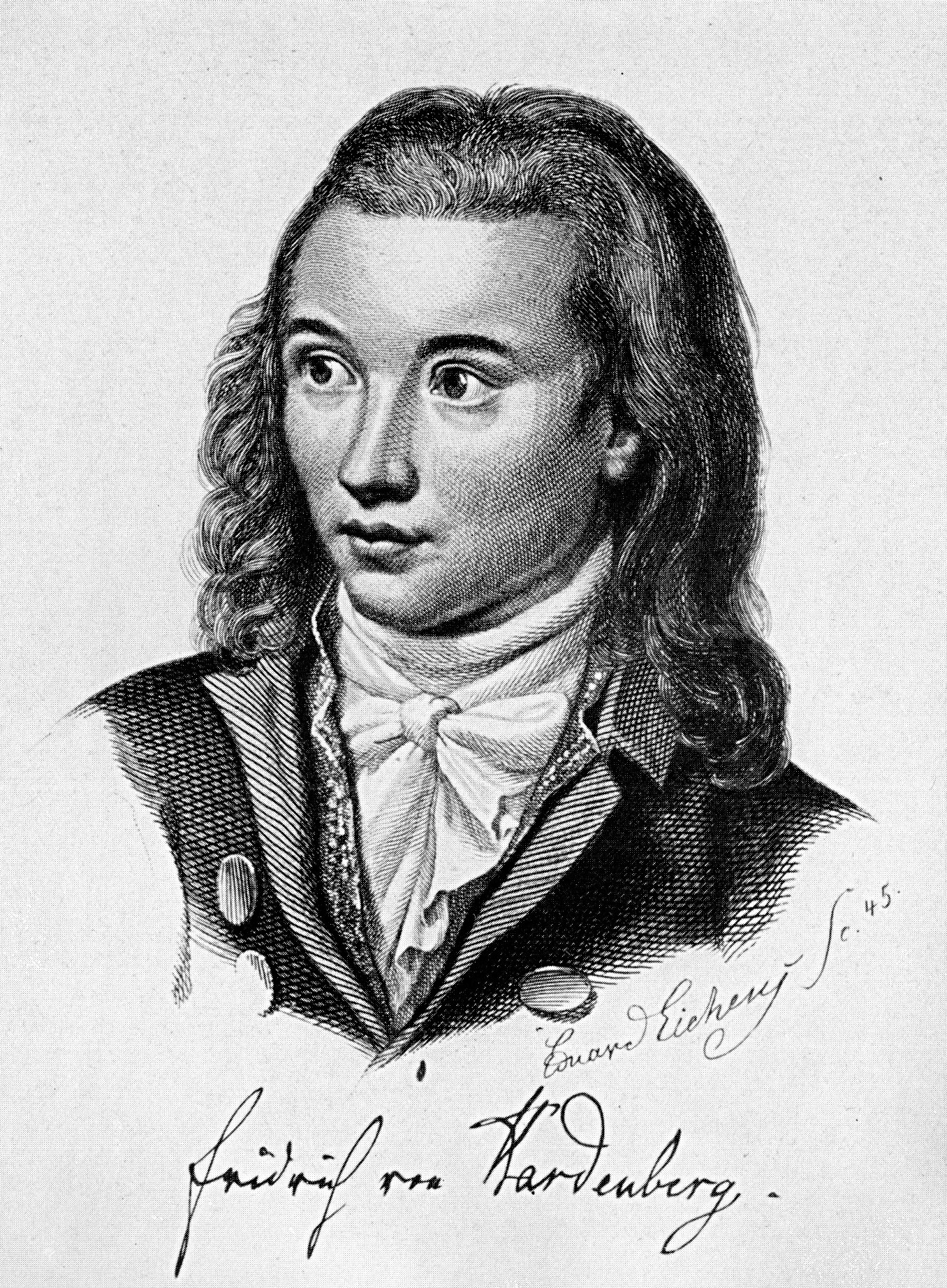
Novalis

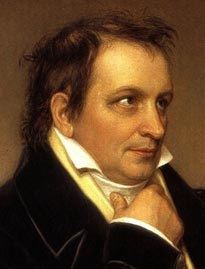
Ludwig Tieck

## Théorie

### Pensée critique: l'ironie conçue comme paradoxe
À première vue, la définition que fait de l'ironie Friedrich Schlegel rejoint cette conception : « L'ironie, dit-il, est la forme du paradoxe » (« Ironie est die Form des Paradoxen ») ; le paradoxe, c'est, au sens premier, la contradiction (para-) des opinions(-doxa). L'ironie est, dit Schlegel, la forme que prend cette opposition ; mais Schlegel donne au paradoxe une inflexion positive : « Paradoxal est tout ce qui est en même temps bon et grand » (« Paradox is alles, was zugleich gut und gross ist »).
Schlegel soutient par ailleurs que la philosophie est la patrie divine de l'ironie, et il caractérise l'ironie à partir de sa fonction poétique, créatrice. « Il y a des poésies anciennes et modernes qui respirent dans leur totalité le souffle divin de l'ironie. Une bouffonnerie transcendantale vit en elles. À l'intérieur, le sentiment (Stimmung) qui survole tout et dépasse infiniment tout ce qui est limité, aussi l'art, la vertu ou la génialité propre »
Ce qui fait le propre de l'ironie, c'est ici la juxtaposition inattendue du souffle divin et de la bouffonnerie.

### Le sentiment comme filtre de la pensée
Dès lors, c'est cet accord affectif ou sentiment (Stimmung) qui constitue le filtre essentiel de la pensée. Cet élément novateur, conçu contre l'histoire intellectuelle du XVIIIe siècle, les Lumières, qui avaient fait de la Raison le filtre essentiel de la perception, sera repris par tous les Romantismes européens, qui feront de l'individu - le Je - et de son sentiment, le creuset primordial des perceptions. C'est ce qu'à l'orée du Romantisme affirmait Novalis : « Ce qu'il y a de mieux pour l'homme, c'est la façon dont il se sent lui-même. »

Le romantisme de Schlegel suit en cela la voie tracée par le philosophe Emmanuel Kant :
« Que les Romantiques aient pu accorder au sentiment pareille importance, qu'ils aient pu voir dans le sentiment une ouverture originale aux choses, aux autres hommes et au divin, cela résulte de l'analyse kantienne du sentiment du plaisir (Lust). (...) C'est chez Kant que le sentiment reçoit explicitement une signification dans le fondement du jugement esthétique. » 

### Direction: l'ironie conçue comme liberté
L'ironie, selon Schlegel, est « la licence la plus libre, car grâce à elle on peut se dépasser soi-même, et aussi la plus légitime car elle est absolument nécessaire ». Ce dépassement de soi-même, trait caractéristique de l'ironie romantique, apparaît, davantage que le sentiment moral ou le sentiment religieux, comme la manifestation la plus haute de la liberté : « Il y a des artistes (...) qui ne sont pas assez libres pour s'élever au-dessus de ce qu'il y a de plus haut chez eux. » En d'autres termes : la démarche ironique est conçue par Schlegel comme un dépassement, ce que Hegel nommera synthèse dans sa dialectique.

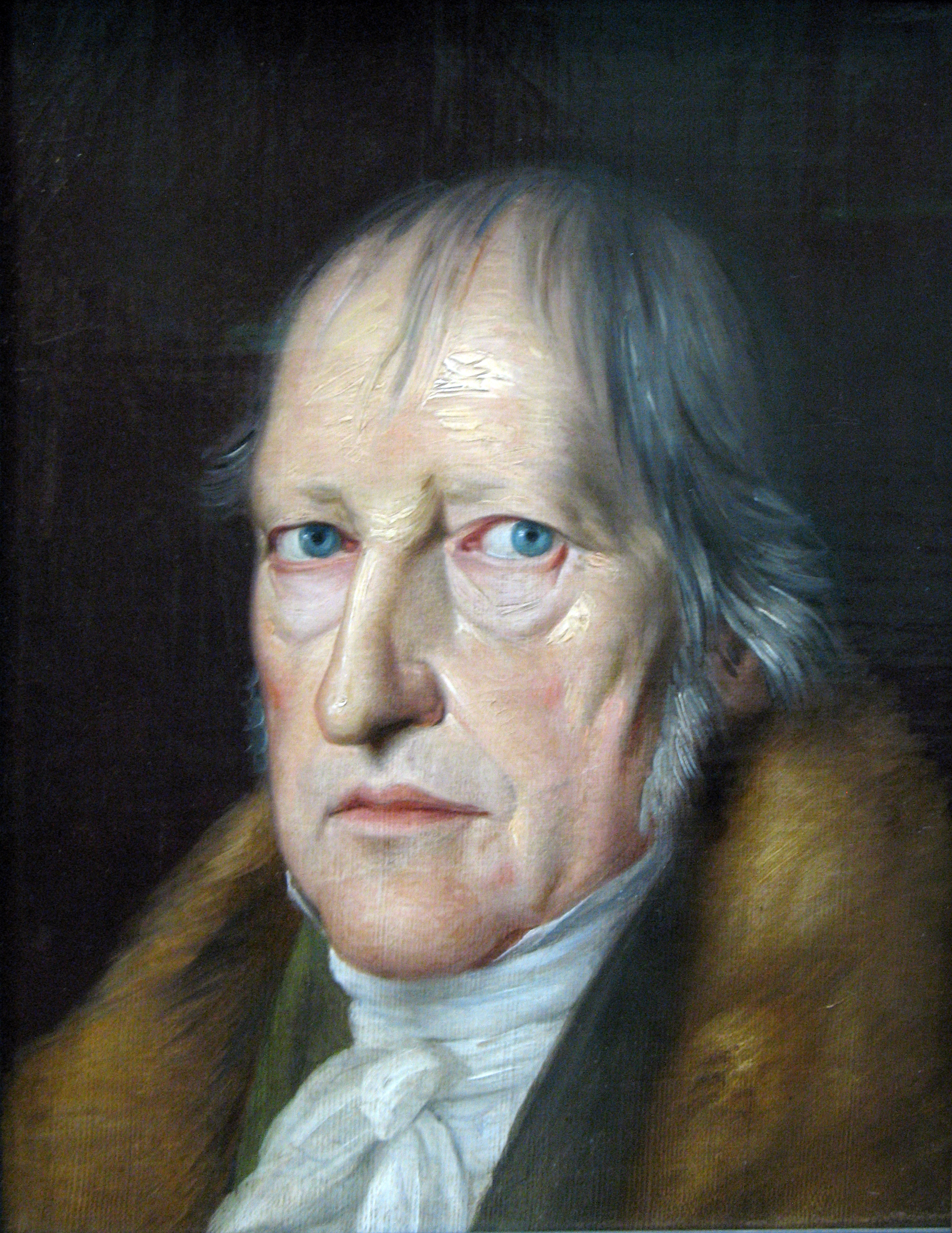
G. F. W. Hegel

Hegel, du reste, définit l'ironie romantique comme « avant tout une attitude par laquelle la subjectivité particulière entrave le mouvement de l'esprit en se fixant à l'extérieur de l'ordre éthique en se comportant contre lui », soit une attitude de révolte du Je contre l'ordre moral du monde.
La forme la plus absolue d'une telle liberté, d'après Hegel toujours, est la mort, procédant d'une inadéquation fondamentale entre le Je et le monde ; le cas de Novalis est, pour le philosophe, emblématique de cette inadéquation pathologique. Il « incarne (...) une forme terminale de l'ironie romantique. Cette forme ou expression ironique, Hegel la définit dans les termes d'une psychopathologie qui se manifeste aussi somatiquement. Le philosophe comprend en effet la mort de Novalis (de consomption [tuberculose], en 1801 à l'âge de 29 ans) comme la manifestation ultime d'une maladie psychique qui relève d'un rapport pathologique entre son âme inconsciente et son entendement conscient. Cet état maladif et la mort qui en résulte sont essentiels non seulement à l'individualité de Novalis comme telle, mais aussi à son expression artistique, qui s'avère par là même morbide. En somme, on ne comprend pas la forme d'ironie que Hegel attribue à Novalis si l'on ne prend pas en considération son individualité pathologique. » Hegel considère que cette mort de l'esthète que fut Novalis a été provoquée par un état psychique qui le poussait à l'idéalisme, contradictoire avec un monde qui contraint l'Homme à l'action.

## Procédés

### LeWitz
L'outil essentiel de l'ironie romantique est ce que les Allemands appellent Witz ; mot difficilement traduisible, qui exprime aussi bien le résultat que la faculté elle-même (à rapprocher de l'anglais wit), aussi bien mot d'esprit ou jeu de mots que l'esprit ou esprit de saillie et « plus largement la faculté d'inventer une combinaison de choses hétérogènes. » Serge Meitinger définit le Witz « d'abord [comme] un dissolvant, c'est-à-dire la faculté instantanée de décomposer une situation, un fait, un caractère, ou un domaine d'expérience, une figure de pensée en ses éléments constitutifs ; de délier ce qui jusque-là était indissolublement lié, d'éparpiller, de faire de l'hétérogène avec de l'homogène. Mouvement iconoclaste, explosif, négateur, le Witz détruit d'abord. On en trouve l'excellente expression dans l'un des Grains de pollen de Novalis : "L'esprit de saillie (Witz), principe de tout lien, est en même temps le dissolvant universel (menstruum universale)" » En d'autres termes, dans le jeu de mots ou l'expression witzig (qui possède le caractère du Witz) se retrouve l'esprit, lequel procède à la déconstruction des choses, des images, des mots. On peut dès lors y voir le refus du lieu commun, la recherche de la vivacité du langage, une manifestation de la faculté d'imagination. Le Witz, du reste, semble hérité des Lumières - quoique le Romantisme soit destiné à s'en détacher à l'avenir ; c'est ce que souligne Friedrich Schlegel : « L’aspect intéressant des "Lumières" pour l’étranger sont les produits du Witz et la gaieté originaire du caractère français : les petits romans de Voltaire, les œuvres pleines de Witz de Diderot ou Chamfort, les comédies de Beaumarchais et le Faublas nous semblent la meilleure part de la littérature française. »
Freud, qui étoffa sa théorie de l'inconscient entre autres à la lumière de Romantiques comme Hoffmann, prêta attention dans Le Mot d'esprit et sa relation à l'inconscient (Der Witz und seine Beziehung zum Unbewussten, 1905) au phénomène du Witz, pointe, saillie ou mot d'esprit. « L'importance qu'il accorde aux mécanismes psychiques du Witz appartient manifestement au champ sémantique de l'idée de créativité, d'acuité et de trouvaille qui est propre à l'ingenium antique. »
Principe, nous dit encore Schlegel, de la mythologie, de la poésie ou de l'encyclopédie, le Witz rassemble dans une expression, un fragment du langage, la totalité chaotique du monde. Sa forme s'apparente à celle de l'aphorisme ou de la maxime, dans un monde marqué par la chute de la monarchie française et le grand séisme européen provoqué par la Révolution française.
Le Witz est à distinguer de l'ironie. Hegel, qui se montre critique envers l'ironie romantique, utilise dans sa thèse le Witz dans une définition classique du philosophe scolaire allemand Christian Wolff.

### Le mélange des genres
Au-delà de la seule démarche critique, l'ironie romantique prend forme par le mélange des genres, meilleure voie pour atteindre à l'infini. « Ce qui marque le fini, ce sont les limites ; par conséquent, la poésie romantique veut effacer les limites aussitôt qu'elle les a posées. Comme le dit Schlegel, elle tente "une synthèse absolue des antithèses absolues" ». Cette esthétique procédant du mélange des genres explique d'une part que Shakespeare, mêlant le bouffon et le divin, le comique et le tragique, soit considéré comme la matrice originelle des Romantiques, allemands comme français ; d'autre part que les Romantismes postérieurs à celui allemand s'approprient ce principe primordial de mélange des genres comme forme esthétique la plus constante. On en trouve l'exemple dans les drames de Victor Hugo, d'Alexandre Dumas ; dans Lorenzaccio de Musset (1834) ;  dans les romans ; dans L'Homme qui rit de Hugo (1869). On le trouve théorisé dans le Racine et Shakespeare de Stendhal (1823), dans la préface à Cromwell de Hugo encore (1827) :
« Et ici, qu'il nous soit permis d'insister ; car nous venons d'indiquer le trait caractéristique, la différence fondamentale qui sépare, à notre avis, l'art moderne de l’art antique, la forme actuelle de la forme morte, ou, pour nous servir de mots plus vagues, mais plus accrédités, la littérature romantique de la littérature classique (...). 
Cette beauté universelle que l'antiquité répandait solennellement sur tout n'était pas sans monotonie ; la même impression, toujours répétée, peut fatiguer à la longue. Le sublime sur le sublime produit malaisément un contraste, et l'on a besoin de se reposer de tout, même du beau. Il semble, au contraire, que le grotesque soit un temps d'arrêt, un terme de comparaison, un point de départ d'où l'on s'élève vers le beau avec une perception plus fraîche et plus excitée. La salamandre fait ressortir l'ondine ; le gnome embellit le sylphe.
Et il serait exact aussi de dire que le contact du difforme a donné au sublime moderne quelque chose de plus pur, de plus grand, de plus sublime enfin que le beau antique ; et cela doit être. »

### Le recours au méta-discours
Pour Pierre Schoentjes, il n'y a ironie romantique au sens strict que lorsque sont remplies deux conditions : des interventions de l'auteur répétées et une dualité du Moi. Dès lors, un autre procédé systématique de l'ironie romantique est le recours aux « jeux énonciatifs consistant à briser l’illusion romanesque ou théâtrale par des commentaires décalés du narrateur ou des personnages. (...) On peut évoquer, entre autres nombreux exemples, les pièces de Tieck, comme Die verkehrte Welt (1798) où, dans la scène 9 de l’acte II, l’aubergiste se plaint du manque de clientèle et déplore l’évolution des intrigues théâtrales qui accordent de moins en moins de place à son personnage, ou encore le roman de Brentano Godwi (1801), où le narrateur meurt avant la fin, ce qui oblige son personnage Godwi à raconter la mort du narrateur et à finir lui-même le roman. » 

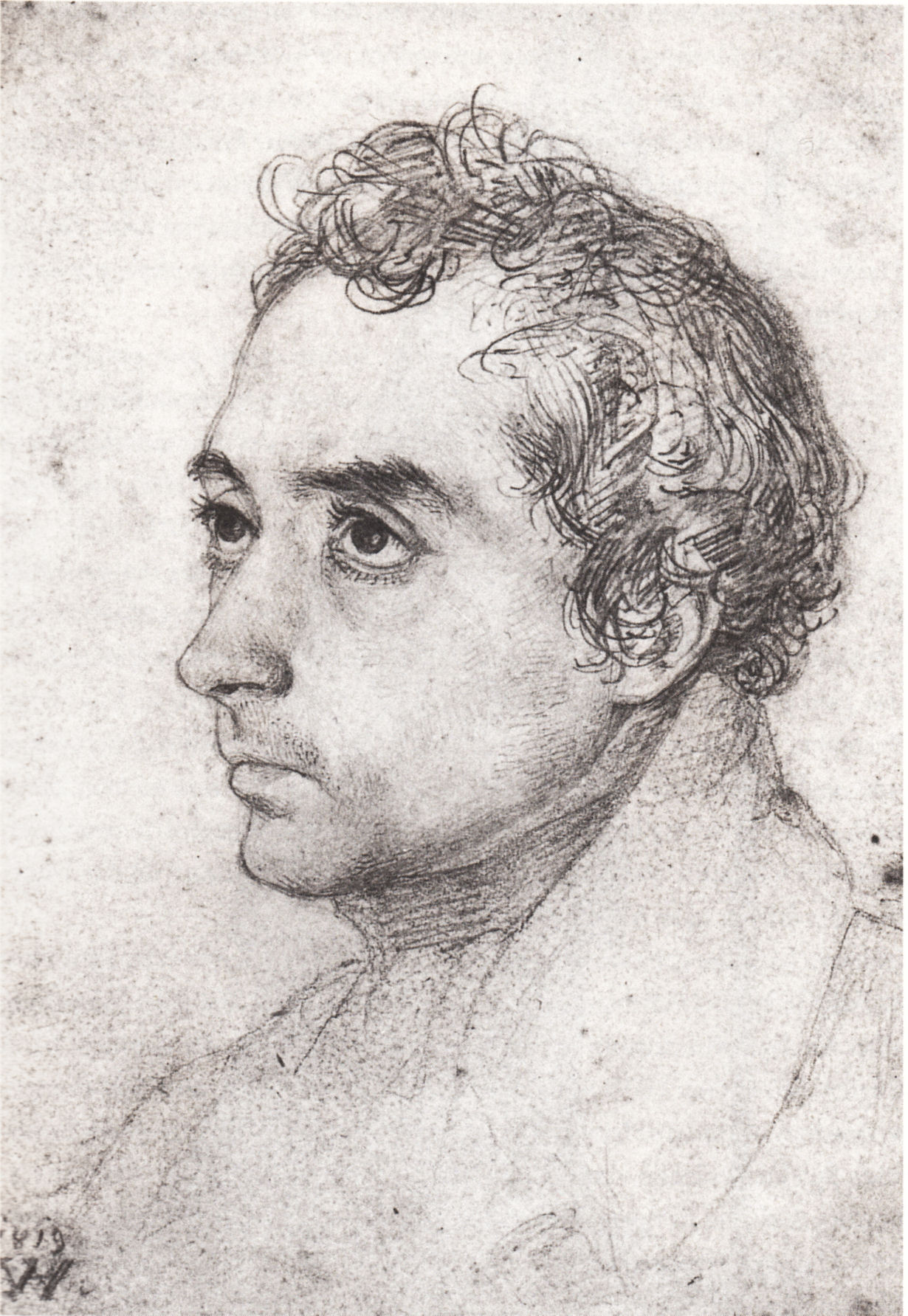
Clemens Brentano